# Hillel Slovak
Hillel Slovak, izraelsko-ameriški kitarist, * 13. april 1962, Haifa, Izrael, † 25. junij 1988.

## Življenjepis
Pri štirih letih se je z družino preselil v Los Angeles. Tam je na gimnaziji Fairfax High spoznal Anthonyja Kiedisa in Michaela ˝Fleo˝ Balzaryja, ki sta postala njegova najboljša prijatelja.

### Red Hot Chili Peppers
Leta 1983 so se Anthony Kiedis, Hillel Slovak, Michael Flea Balzary in Jack Irons odločili, da ustanovijo glasbeno skupino, ki se je sprva imenovala Tony Flow and the Miracoulus Masters Of Mayhem in nato preimenovala v Red Hot Chili Peppers.
Na svojem prvem koncertu so zaigrali le pesem Out in LA, lastnik lokala, v katerem so igrali, pa jih je prosil, da pridejo še kdaj. Slovak pa je imel Red Hot Chili Pepperse le za stranski projekt ob What's This, njegovi drugi skupini. Zato je zapustil RHCP in se osredotočil na turnejo z What's This, s katero pa ni bil zadovoljen. Na njegovo srečo pa tudi Kiedis in Flea nista bila zadovoljna z Slovakovo zamenjavo z Jackom Shermanom, zaradi česar je prišel nazaj k RHCP. Nato je z RHCP leta 1985 izdal album Freaky Styley. Na turneji, ki je bila bolj zabava kot kaj drugega, sta s Kiedisom začela redno uporabljati heroin. Leta 1987 je z RHCP posnel še Uplift Mofo Party Plan.

### Smrt
Po turneji za album Uplift Mofo Party Plan sta se s Kiedisiom dogovorila, da se gresta vsak zase zdravit od odvisnosti. 25. junija 1988 pa je Hillel poklical svojega brata Jamesa in mu povedal, da spet misli na drogo in po pogovoru je Slovak predoziral. Policija ga je našla v njegovem stanovanju čez nekaj dni. Povedali so, da je Hillel Slovak umrl zaradi prevelikega odmerka drog (heroin zmešan z morfijem). Pokopan je na pokopališču v Hollywood Hills.

## Diskografija
What Is This?
- Squeezed - (1984)
- What Is This? - (1985)
- 3 Out of 5 Live - (1985)

Red Hot Chili Peppers
- Freaky Styley - (1985)
- The Uplift Mofo Party Plan - (1987)
- The Abbey Road E.P. - (1988)
- Mother's Milk - (1989)
  - Igra samo na eni pesmi, »Fire«
- What Hits!? - (1992)
- Out in L.A. - (1994)
- Under the Covers: Essential Red Hot Chili Peppers - (1998)
- The Best of the Red Hot Chili Peppers - (1998)